# Puruvesi
Puruvesi – jezioro w południowo-wschodniej Finlandii, część systemu jeziora Saimaa; graniczy z Pihlajavesi od południa. Powierzchnia jeziora wynosi 416,4 km², a znajduje się na nim 720 wysp. Jest jedenastym jeziorem Finlandii pod względem powierzchni.
Woda w jeziorze jest bardzo czysta, a widoczność pod wodą waha się między 5 a 11 m. W jeziorze żyją nieliczne foki. Jezioro jest obszarem atrakcyjnym turystycznie dla żeglarzy i wędkarzy.